# Dusch
Dusch è una frazione di 24 abitanti del comune svizzero di Domleschg, nella regione Viamala (Canton Grigioni).

## Storia
Dusch è stato frazione del comune di Paspels del 1648 al 2014: il 1º gennaio 2015 Paspels è stato aggregato agli altri comuni soppressi di Almens, Pratval, Rodels e Tomils per formare il nuovo comune di Domleschg.

## Monumenti e luoghi d'interesse
- Cappella cattolica di Santa Maria Maddalena, attestata dal 1508[1].

## Società

### Evoluzione demografica
L'evoluzione demografica è riportata nella seguente tabella:
Abitanti censiti